# Harburg
Harburg è un quartiere (Stadtteil) di Amburgo, appartenente al distretto (Bezirk) omonimo. È stata città autonoma fino al 1938, quando fu annessa alla città di Amburgo.

## Storia
Un castello chiamato Horeburg, che significa castello della palude, fu probabilmente eretto dai conti di Stade per proteggere il confine orientale della contea. I documenti più antichi che menzionano il castello risalgono al 1133 e al 1137. Al di fuori del castello si sviluppò un insediamento. Dal punto di vista religioso Harburg apparteneva alla diocesi di Verden (fino al 1648). Nel 1257 la zona entrò a far parte del Ducato di Brunswick-Lünenburg. Dopo la spartizione dinastica del 1267, Harburg fece parte del Principato di Brunswick-Lunenburgo (Celle). Nel 1288 l'insediamento fuori dal castello ottenne i diritti comunali e nel 1297 i privilegi di città. La città era allora il centro del Baliato di Harburg (Vogtei Harburg).
Dopo che il duca Ottone di Brunswick-Lüneburg (1495-1549), che governava Lunenburg-Celle insieme al fratello Ernesto I di Brunswick-Lüneburg, aveva sposato una donna non conforme al suo rango, nel 1527 fu spinto a ritirarsi dalla co-regia del principato. Ottone riuscì a trovare un accordo, permettendo a lui e alla sua famiglia di vivere nel castello di Harburg e di governare il proprio distretto, il Baliaggio di Harburg, tuttavia come sottofondo di Lunenburg-Celle. Harburg divenne così la capitale del Principato di Harburg, che continuò a esistere sotto il figlio di Ottone, il duca Ottone II di Harburg (1528-1603) e il nipote, il duca Guglielmo Augusto (1564-1642). Con la morte di quest'ultimo, il ramo Brunswick-Lunenburgian di Harburg si estinse in linea maschile e la zona si riunì alla Lunenburg-Celle vera e propria.
Nel 1705 la linea di Lunenburg-Celle si estinse e il principato fu ereditato dal duca Giorgio Luigi di Brunswick e Lunenburg (Calenberg), che governò il Principato di Calenberg, che nel 1708 riuscì a essere aggiornato come Elettorato di Brunswick e Lunenburg, colloquialmente chiamato come la sua capitale Elettorato di Hannover. Nel 1714 il principe elettore Giorgio Luigi salì al trono britannico come Giorgio I, governando l'Hannover e la Gran Bretagna in unione personale.
Durante questo periodo (1720-23) la città fu la sede fittizia dell'abortita Compagnia di Harburg che, con una carta del re Giorgio I di Gran Bretagna e finanziata da una dubbia lotteria, avrebbe dovuto approfondire il fiume e migliorare il porto. Quando la lotteria fu vietata in Inghilterra in quanto fraudolenta e illegale, il progetto naufragò. Il suo principale promotore, John Barrington, fu espulso dal Parlamento britannico.
Durante le Guerre napoleoniche Harburg subì diverse conquiste, liberazioni e occupazioni, finché non fu annessa dapprima al regno di Vestfalia (1807), per poi essere annessa dalla Francia nel 1810. Dopo la sconfitta francese del 1813, Harburg tornò ad Hannover, che fu elevato a Regno di Hannover nel 1814. L'unione personale hannoverese-britannica terminò nel 1837. L'Hannover, compresa Harburg, fu sconfitto e annesso dalla Prussia nel 1866, per poi unirsi alla Germania unita nel 1871. Dal XIX secolo la città si distingue come Harburg sull'Elba (Harburg an der Elbe o Harburg/Elbe) dall'omonima città della Baviera.
Con la sconfitta della Germania e l'abdicazione dei monarchi in Germania nel 1918, la Prussia adottò un governo democratico come Stato tedesco e fu formalmente chiamata Stato Libero di Prussia. Nel 1927 Harburg/Elbe si fuse con Wilhelmsburg in Harburg-Wilhelmsburg. Il 1º aprile 1937 Harburg-Wilhelmsburg fu staccata dalla Prussia - secondo la "Legge della Grande Amburgo" - e ceduta allo Stato di Amburgo, che il 1º aprile 1938 incorporò la città in un comune unitario (Einheitsgemeinde), abolendo così l'indipendenza comunale di Harburg(-Wilhelmsburg) che risaliva al 1288.